# المحاكم التجارية (السعودية)
المحاكم التجارية هي محاكم مختصة بالقضايا التجارية الأصلية والتبعية، وهي فرع من فروع محاكم الدرجة الأولى المنتشرة في جميع مناطق ومحافظات المملكة العربية السعودية، وكانت القضايا التجارية سابقًا من اختصاص ديوان المظالم حتى صدر أمر ملكي بإنشاء محاكم تجارية متخصصة بالقضايا التجارية، وذلك بتاريخ 19/9/1428.
ومن الأهداف التي من أجلها تأسست المحاكم التجارية تعزيز قطاع الأعمال، وتأسيس بيئة استثمارية تساهم في جذب المستثمرين إليها، إضافة إلى حفظ الحقوق وبناء الثقة بين القضاء والمستثمر، كما يساهم القضاء التجاري في تسريع مستوى إنجاز القضايا التجارية، وتقليص مدة التقاضي، وتحسين وتطوير أداء الخدمات العدلية المتخصصة.
ولتسهيل عمل المحاكم التجارية وتوفير الوقت على أصحاب القضايا، أصدرت وزارة العدل عبر بوابتها الإلكترونية عددًا من الخدمات الإلكترونية المتعلقة بالقضايا التجارية، وفي عام 1440 أصدرت المحكمة التجارية من خلال خدماتها الإلكترونية أكثر من 28 ألف حكم تجاري موزعة على مختلف مناطق ومحافظات المملكة.

## تشكيلها
تتكون المحكمة التجارية من دوائر متخصصة، وتتكون كل دائرة من قاضٍ واحد أو أكثر، وفق ما يحدده المجلس الأعلى للقضاء.والمحاكم التجارية هي المحكمة الوحيدة المختصة بجميع القضايا التجارية، باستثناء القضايا التي لا تزيد الطلبات الأصلية فيها على مئة ألف ريال وليست متعلقة بنظام الشركات أو بوكالة تجارية فتدخل ضمن اختصاص المحكمة العامة.

## اختصاصها
- القضايا التجارية الأصلية والتبعية التي تحدث بين التجار.
- الدعاوى التي تقام على التاجر بسبب أعماله التجارية.
- القضايا التي تحدث بين الشركاء في الشركات.
- القضايا والمخالفات المتعلقة بالأنظمة التجارية، وذلك دون إخلال باختصاص ديوان المظالم.
- دعاوي الإفلاس والحجر على المفلسين ورفعه عنهم.
- المنازعات التجارية الأخرى.[2]

## مقرها
أُنشئت محكمة تجارية في كل من: الرياض، والدمام، وجدة، وهناك دوائر تجارية في المحاكم العامة في: مكة المكرمة، والمدينة المنورة، وبريدة، وأبها، وتبوك، وحائل، والباحة، وسكاكا، كما توجد دوائر استئناف تجارية في محاكم الاستئناف في: الرياض، ومكة المكرمة، والمدينة المنورة، والمنطقة الشرقية، وعسير، إضافة إلى دائرة تجارية في المحكمة العليا.

## خدمات القضاء التجاري إلكترونيًا
هي خدمات إلكترونية تقدمها وزارة العدل من خلال بوابتها الإلكترونية، تختص بنظام القضاء التجاري، وتتيح تقديم صحيفة الدعوى، وخدمة الاستعلام التفصيلي عن قضية، والاطلاع على الأحكام، وخدمة التذكير، والإشعارات، وطلب الاستئناف الإلكتروني، وطلبات الإفلاس، وكذلك إيداع مذكرة الدفاع الأولى، وإبلاغ المدعى عليه، إضافة إلى خدمة «قضاياي».
وبلغ عدد القضايا التجارية التي عملت عليها المحاكم التجارية ودوائرها في عام 2019 نحو28 ألف حكم قضائي، فسجلت محاكم الرياض العدد الأكبر بـ 11624 حكمًا، ثم مكة المكرمة بـ 7519 حكمًا، ثم المنطقة الشرقية بـ 5669 حكمًا، ثم المدينة المنورة بـ 1298 حكمًا، ثم القصيم بـ 572 حكمًا. وجاءت محاكم منطقة تبوك في المرتبة السادسة بـ467 حكمًا، تليها عسير بـ 419 حكمًا، ثم حائل بـ246 حكمًا، ثم الجوف بـ87 حكمًا، فالحدود الشمالية بـ 59 حكمًا، ثم نجران والباحة بـ 35 حكمًا لكل منهما، وأخيرا جازان بـ 20 حكمًا مسجلة أقل المناطق في نفس الفترة.